# Je suis né à 17 ans
Pour plus de détails, voir Fiche technique et Distribution.
Je suis né à 17 ans est un téléfilm franco-belge réalisé par Julien Seri, diffusé le 29 octobre 2023 sur La Une et le 22 novembre 2023 sur France 2. Il s'agit d'une fiction autobiographique, interprétée par l'animateur Thierry Beccaro qui évoque la maltraitance qu'il a subie dans son enfance, mais transposée une dizaine d'années plus tard (l'acteur est né en 1956, et n'avait donc pas 17 ans en 1985 comme dans la fiction).
Après cette première diffusion française, il est suivi d'un débat sur le thème des enfants maltraités,.
Il est présenté au festival TV de Luchon 2023, où il reçoit le prix de l'éco-production.

## Synopsis
Dans les années 1970, le jeune Thierry emménage avec ses parents dans un appartement. Son père est parfois brutal avec lui, particulièrement quand il boit de l'alcool. Sa mère et les autres membres de sa famille ne réagissent pas face aux excès de violence de son père. Bon élève à l'école, il est victime de harcèlements, mais n'ose pas se plaindre auprès des adultes. Il coupe les ponts avec sa famille à l'âge de 17 ans, et a une vie professionnelle et personnelle réussie, mais est rattrapé par ses souvenirs douloureux quand il apprend que son père est mourant sur son lit d'hôpital.

## Fiche technique
Sauf indication contraire, les informations mentionnées dans cette section peuvent être confirmées par les bases de données cinématographiques Allociné et Unifrance,  présentes dans la section « Liens externes ».
- Titre original : Je suis né à 17 ans
- Réalisation : Julien Seri
- Scénario : François-Olivier Rousseau, d'après le livre éponyme de Thierry Beccaro et Jean-Philippe Zappa
- Musique : Thomas Dappelo
- Décors : David Faivre
- Costumes : Tamara Faniot
- Photographie : Thierry Pouget
- Son : Yann Le Mapihan
- Montage : Xavier Franchomme[3]
- Production : Raphaël Cohen et Julien Seri
- Coproduction : Christophe Louis
- Sociétés de production : Daïgoro Films ; France Télévisions (coproduction) ; Be-Films et RTBF (coproductions belges)
- Société de distribution : France 2 Distribution
- Format : couleur
- Genre : biographie, drame
- Durée : 90 minutes
- Date de première diffusion :
  - Belgique : 29 octobre 2023 sur La Une[5]
  - France : 22 novembre 2023 sur France 2
  - Suisse romande : 22 novembre 2023 sur[Laquelle ?][réf. nécessaire]

## Distribution
- Thierry Beccaro : lui-même
  - Jules Morlon : Thierry, à 17 ans
  - Thomas Kroon : Thierry, à 12 ans
  - Pierre Azzarello : Thierry, à 7 ans
- Moïse Santamaria : le père de Thierry
- Elsa Lunghini : Laurence, l'épouse de Thierry
- Élisabeth Commelin : la mère de Thierry
  - Manon Lheureux : la mère de Thierry, jeune
- Muriel Combeau : Valérie, la sœur de Thierry
  - Andréa Lopez : Valérie, 8 ans
- Marie Boitel : la grand-mère de Thierry
- Anne Loiret : la tante de Thierry
  - Stéphane Bachelet : la tante, jeune
- Saverio Maligno : l'oncle de Thierry
- Emmanuel Rausenberger : le psychanalyste

## Production

### Tournage
Le tournage a lieu, entre le 18 juillet et le 12 août 2022, à Lille (Nord),.

## Accueil

### Festival
Le téléfilm est sélectionné et projeté en avant-première mondiale, le 31 janvier 2023, au festival TV de Luchon,, où il reçoit le prix de l'éco-production.

### Audience
Le téléfilm est arrivé en tête des audiences lors de sa première diffusion, avec plus de 3 millions de téléspectateurs, selon Médiamétrie.